# Wladimir Borissowitsch Kramnik
Wladimir Borissowitsch Kramnik (russisch Владимир Борисович Крамник, wiss. Transliteration Vladimir Borisovič Kramnik, FIDE-Bezeichnung Vladimir Kramnik; * 25. Juni 1975 in Tuapse am Schwarzen Meer, Sowjetunion) ist ein russischer Großmeister im Schach. Von 2000 bis 2007 war er der 14. Schachweltmeister, nachdem er 2000 Garri Kasparow bezwungen, 2004 den Titel verteidigt und 2006 in einem Vereinigungskampf gegen FIDE-Weltmeister Wesselin Topalow den nunmehr alleinigen WM-Titel erobert hatte. Bei der Schachweltmeisterschaft 2007 in Mexiko verlor er den Titel an Viswanathan Anand und konnte ihn auch ein Jahr später bei der WM 2008 in Bonn nicht zurückerobern.

## Leben und Karriere

### Jugend
Kramnik stammt aus einer intellektuellen Künstlerfamilie. Sein Vater ist Maler und Bildhauer, dessen Werke in der Region Krasnodar ausgestellt werden, seine Mutter ist Musiklehrerin. Die Eltern brachten Kramnik die Schachregeln bei, als er vier Jahre alt war. Schon als Fünfjähriger wurde er Mitglied der Schachsektion im örtlichen Pionierpalast. Bereits als Siebenjähriger war er ein Spieler der 1. Kategorie, als Achtjähriger gewann er die Erwachsenenmeisterschaft von Tuapse. Seine ersten bedeutenden Trainer wurden daraufhin die Meisterspieler Orest Awerkin und Alexei Ossatschuk. Kramnik erhielt als Elfjähriger den Titel Meisterkandidat und galt schon als einer der führenden Spieler der Krasnodar-Region. Zur selben Zeit wurde er in die Michail-Botwinnik-Schachschule aufgenommen, wo neben Botwinnik auch Garri Kasparow den Unterricht leitete. Sein erstes internationales Turnier war die U14-Jugendweltmeisterschaft 1989 in Aguadilla, Puerto Rico, bei der er Zweiter hinter dem Bulgaren Wesselin Topalow wurde. 1990 landete er bei der Meisterschaft der RSFSR in Kuibyschew auf dem geteilten 1.–5. Platz. Nach Stichkämpfen wurde er Zweiter. 1991 gewann er in Guarapuava, Brasilien, die U18-Jugendweltmeisterschaft. Noch als Schüler wurde er in die sowjetische Studentennationalmannschaft aufgenommen, mit der er bei der Studentenmannschaftsweltmeisterschaft im selben Jahr in Maringá, Brasilien, die Goldmedaille gewann. Kramnik spielte an Brett 1 und 2 und gewann alle seine Partien. Im selben Jahr gelang ihm in Cherson ein (geteilter) Sieg beim renommierten Turnier junger sowjetischer Meister.

### Durchbruch
1992 war für Kramnik das Jahr des Durchbruchs: Er siegte in Gausdal, beim Open von Dortmund und in Chalkidiki und wurde auf Empfehlung Kasparows in die russische Nationalmannschaft berufen, mit der er auf der 30. Schacholympiade in Manila noch als FIDE-Meister mit 8,5 Punkten aus neun Partien (+8 =1 −0) ein überragendes Resultat erzielte und die Goldmedaille mit dem Team sowie die Einzel-Goldmedaille für seine Leistung am vierten Brett gewann. In Manila wurde er gleichzeitig zum Internationalen Meister und Großmeister ernannt. Ebenso wurde er mit Russland im gleichen Jahr in Debrecen Mannschaftseuropameister mit einem Individualergebnis von 6 aus 7 (+5 =2 −0). Kramnik startete in der Saison 1992/93 für den Klub SV Empor Berlin in der Schachbundesliga und wohnte auch für einige Jahre in der deutschen Hauptstadt.

### Erste Anläufe auf den WM-Titel

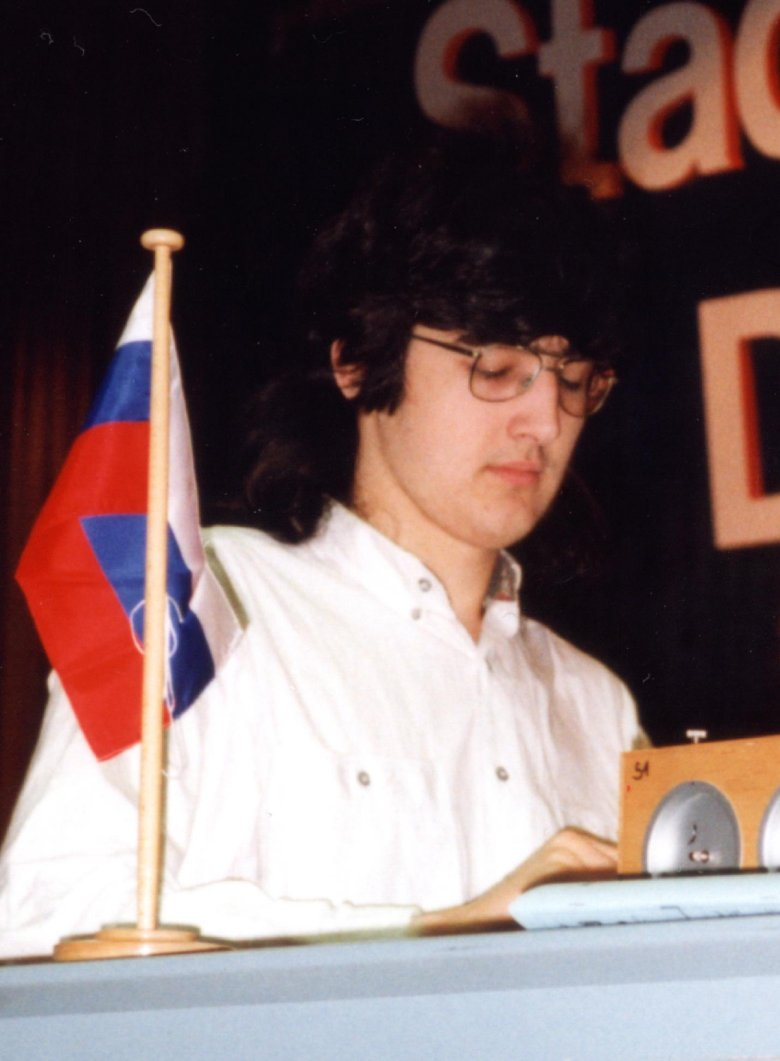
Wladimir Kramnik bei den Dortmunder Schachtagen 1993

1993 gelangen Kramnik zwei Wettkampfsiege gegen Weltklassespieler: Er besiegte in Cannes den Franzosen Joël Lautier mit 4,5:1,5 (+4 =1 −1) und in Alcobendas den Spanier Miguel Illescas Córdoba mit dem gleichen Resultat (+3 =3 −0). Gemeinsam mit Viswanathan Anand und Wesselin Topalow gewann Kramnik in diesem Jahr ein Weltklasseturnier in Madrid und ihm gelang die Qualifikation für die Kandidatenkämpfe sowohl der FIDE (beim Interzonenturnier in Biel) als auch der neu gegründeten PCA (beim Qualifikationsturnier in Groningen).
1994 erwies sich allerdings für Kramnik als Jahr der Rückschläge. Nach einem Sieg gegen Leonid Judassin (4,5:2,5) im Achtelfinale der FIDE-Kandidatenkämpfe in Wijk aan Zee schied Kramnik im Viertelfinale gegen Boris Gelfand in Sanghi Nagar, Indien, mit 3,5:4,5 aus. Ebenso war das Viertelfinale im PCA-Zyklus schon Endstation für Kramnik. Er unterlag Gata Kamsky in New York City mit 1,5:4,5 (+0 =3 −3). Indessen gewann er beim Turnier in Linares erstmals eine Partie gegen Kasparow.
1995 gewann Kramnik bedeutende Turniere in Horgen, Dortmund und Belgrad. 1996 siegte er erneut in Dortmund und in Dos Hermanas (geteilt mit Wesselin Topalow, vor Garri Kasparow), außerdem gewann er ein bedeutendes Schnellturnier in Moskau, bei dem er Garri Kasparow im Finale besiegen konnte. 1997 gewann er gemeinsam mit Garri Kasparow und Pjotr Swidler in Tilburg, gemeinsam mit Viswanathan Anand in Dos Hermanas und ungeteilt in Dortmund. In diesem Jahr wurde er Zweiter, jeweils hinter Garri Kasparow, in Nowgorod und Linares. 1998 spielte Kramnik in Cazorla, Spanien, einen vom im gleichen Jahr gegründeten World Chess Council organisierten Wettkampf gegen Alexei Schirow, in welchem der Herausforderer des 13. klassischen Weltmeisters Garri Kasparow ermittelt werden sollte. Kramnik verlor klar mit 3,5:5,5 (+0 =7 −2) und Schirow erhielt das Recht zur Herausforderung. Indes kam dieser WM-Kampf gegen Schirow aus finanziellen Gründen nie zustande. Im gleichen Jahr gewann Kramnik die Traditionsturniere in Wijk aan Zee (Corus-Schachturnier) und Dortmund und spielte einen Blitz-Wettkampf gegen Garri Kasparow in Moskau 12:12. 1999 gewann Kramnik einen Simultanwettkampf gegen die Schweizer Nationalmannschaft an sechs Brettern mit 4-2.

### Sieg über Kasparow im Weltmeisterschaftskampf
2000 gewann Kramnik zunächst die Weltklasseturniere in Linares (zusammen mit Garri Kasparow) und in Dortmund (gemeinsam mit Viswanathan Anand), ehe es im Oktober 2000 in London zum Wettkampf gegen den 13. klassischen Weltmeister Garri Kasparow kam. In dem auf 16 Partien angesetzten Match siegte Kramnik ohne Niederlage vorzeitig nach 15 Partien mit 8,5:6,5 (+2 =13 −0) und wurde damit Nachfolger von Garri Kasparow auf dem Weltmeisterthron. Kasparow geriet unter Kritik, da er gegen den Verlierer des Wettkampfs Kramnik-Schirow von 1998 antrat, doch begründete er seine Wahl des Herausforderers mit Kramniks herausragenden Turnierergebnissen, seinem konstanten 2. Platz in der Weltrangliste und der ausgeglichenen Bilanz in Turnierpartien (vor dem Oktober 2000), die Kasparow gegen Kramnik aufzuweisen hatte: +3 =18 −3, während Kasparows Resultat gegen Schirow so eindeutig war (+9 =9 −0), dass Sponsoren abgeschreckt würden. Kramniks Sieg über Kasparow, wie auch die sichere Art und Weise, in der er erzielt wurde, nämlich ohne eine einzige Niederlage, verblüffte die Schachwelt. Kramnik, der bei seiner Vorbereitung auf Kasparow von den Weltelitespielern Joël Lautier, Miguel Illescas Córdoba und Jewgeni Barejew unterstützt worden ist, überraschte Kasparow vor allem mit den schwarzen Steinen. Gegen die von Kramnik mehrfach angewandte Berliner Verteidigung in der Spanischen Partie gelang es dem Titelverteidiger nicht, Eröffnungsvorteil mit Weiß zu erreichen. Die von Kramnik „ausgegrabene“ und im 19. Jahrhundert sehr populäre Variante wurde nach diesem Wettkampf erneut sehr beliebt und zu einer Standardverteidigung in den Partien der Weltelitespieler. Kramnik selbst gab an, diese sehr anspruchsvolle und auf tiefem Positionsgefühl und -verständnis basierende Verteidigung sei für Schachprogramme nicht zu „verstehen“. Dieser Vorteil habe sich gegen Kasparow, der in seiner Vorbereitung besonders die Unterstützung der Programme bei der Variantenberechnung nutze, als ausschlaggebend erwiesen.

### Spielender Weltmeister

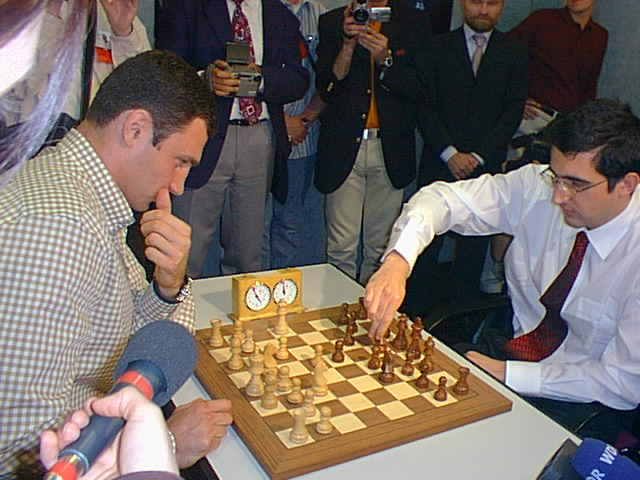
Vitali Klitschko – Wladimir Kramnik, Dortmund 2002.

2001 gelangen Kramnik Siege in Dortmund (gemeinsam mit Wesselin Topalow) und beim Schnellschachturnier in Zürich, bei dem er Kasparow im Finale mit 1,5:0,5 schlug. Im gleichen Jahr schlug er in Budapest den ungarischen Weltklassespieler Péter Lékó in einem Schnellschachmatch mit 7:5. Beim Turnier von Astana wurde er Zweiter hinter Garri Kasparow.
2002 besiegte er den Inder Viswanathan Anand in einem Wettkampf mit Computerunterstützung (die Spieler durften Schach-Software zur Unterstützung verwenden) in León mit 3,5:2,5. Außerdem spielte Kramnik in Bahrain gegen das Schachprogramm Deep Fritz. Der Wettkampf, der unter dem Motto „Brains in Bahrain“ stattfand, endete nach acht Partien 4:4 (+2 =4 −2) unentschieden.
2003 gewann Kramnik gemeinsam mit Péter Lékó in Linares vor Garri Kasparow und der versammelten Weltelite. In Dortmund wurde er hinter Viktor Bologan Zweiter, ebenso beim Schnellturnier in Cap d’Agde hinter Viswanathan Anand. 2004 besiegte Kramnik in Brissago in einem Simultanwettkampf die deutsche Nationalmannschaft mit 2,5:1,5 (drei remis und ein Sieg über Robert Hübner) und gewann das Wimbledon des Schachs, das Traditionsturnier in Linares. In Dortmund wurde er Zweiter hinter Anand.
Im Mai 2004 war Kramnik erstmals in Bonn und spielte simultan in der Kunst- und Ausstellungshalle der Bundesrepublik Deutschland bei einer großen Veranstaltung unter dem Motto „Schach dem Weltmeister!“.

### Titelverteidigung
Im gleichen Jahr verteidigte Kramnik erstmals seinen gegen Kasparow errungenen Titel. Er trat in Brissago (25. September bis 18. Oktober 2004) gegen Péter Lékó an, der sich durch den Sieg bei den als Kandidatenturnier ausgetragenen Dortmunder Schachtagen 2002 (Finalsieg über Wesselin Topalow mit 2,5:1,5) qualifizierte. Der Wettkampf endete nach hochdramatischem Verlauf mit 7:7 (+2 =10 −2), was Kramnik gemäß Reglement zur Titelverteidigung genügte. Erst ein Sieg Kramniks in der letzten, 14. Partie, stellte den Gleichstand wieder her. Dieser Wettkampf war ursprünglich als Etappe zur Vereinigung der beiden Weltmeistertitel vorgesehen: die FIDE hatte sich in der Prager Abmachung verpflichtet, einen Wettkampf zwischen Garri Kasparow und dem Sieger der FIDE-K.O.-Weltmeisterschaft auszurichten, dessen Sieger dann mit dem Sieger aus Kramnik-Lékó einen Vereinigungswettkampf um die Weltmeisterschaft spielen würde. Die FIDE disqualifizierte indessen ihren Weltmeister Ruslan Ponomarjow und weder ein Qualifikationswettkampf Kasparows noch ein Vereinigungswettkampf kamen zustande. Mit Kasparows Rückzug vom Schach im März 2005 entstand allerdings nunmehr eine neue Situation.

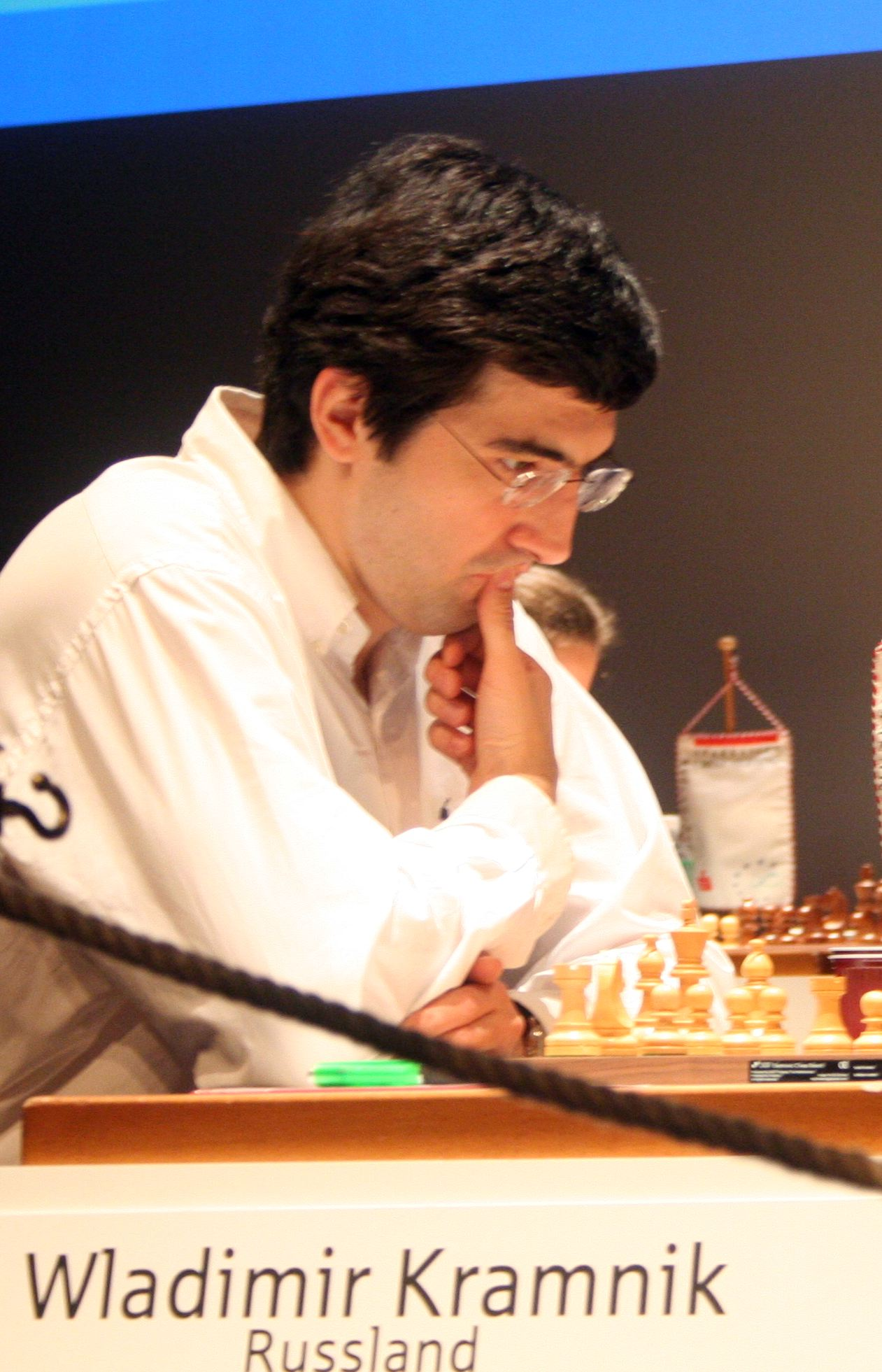
Kramnik bei den Dortmunder Schachtagen 2006

### Erkrankung und Rückkehr zum Schach
Kramniks Ergebnisse im Jahr 2005 gaben den Kritikern in der Schachwelt Anlass, die Berechtigung seines Championats in Frage zu stellen. So verlor er bei den Weltklasseturnieren in Wijk aan Zee und Sofia jeweils auf fatale Weise gegen den Bulgaren Wesselin Topalow, der später die FIDE-Weltmeisterschaft in San Luis (Argentinien) in überzeugender Manier für sich entscheiden konnte, und es gelang ihm nicht, in diesem Jahr einen Preis bei einem Turnier zu gewinnen. Zuletzt landete er im Dezember 2005 bei der Russischen Meisterschaft bei einem Ergebnis von 50 %. Kramnik bot unmittelbar nach Topalows Sieg bei der FIDE-WM diesem einen Vereinigungswettkampf der konkurrierenden Titel an, der vom Bulgaren zunächst mit der Begründung abgelehnt wurde, Kramniks abgefallene Platzierung in der Weltrangliste disqualifiziere ihn für einen Weltmeisterschaftskampf. Im Januar 2006 ließ Kramnik in einer Presseerklärung verlautbaren, er leide „seit längerem“ an einer rheumatischen Erkrankung (Spondylitis ankylosans; in einem späteren Interview sagte er, diese sei „unmittelbar nach dem Jahr 2000“ aufgetreten), die ihn an einer Teilnahme an weiteren Turnieren im ersten Halbjahr 2006 hindere. Nach einer sechsmonatigen erholungsbedingten Pause spielte Kramnik Ende Mai/Anfang Juni 2006 erstmals wieder Turnierschach. Bei der Schacholympiade in Turin erzielte er mit 6,5 aus neun Partien verlustfrei das beste Ergebnis in der russischen Mannschaft sowie die beste Ratingperformance der Olympiade und demonstrierte seine wiederhergestellte Spielstärke.

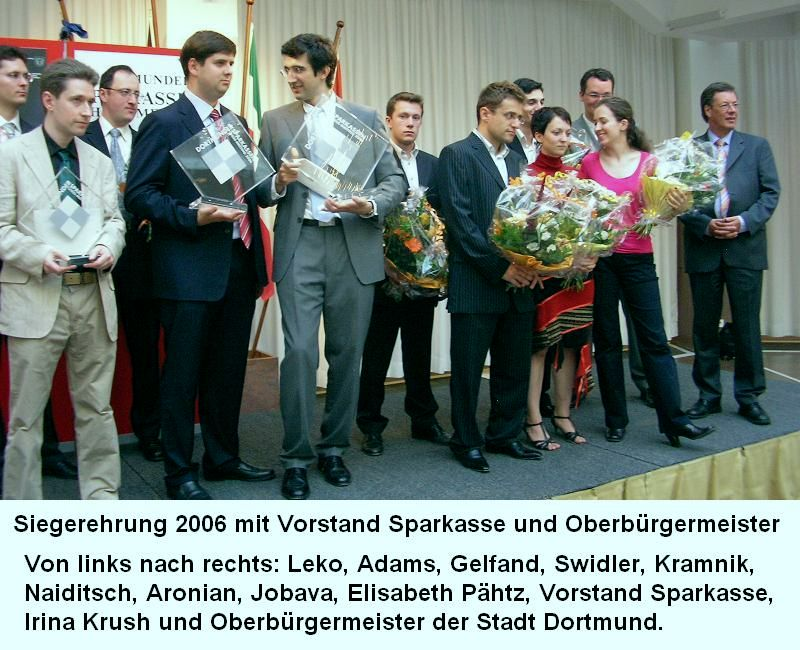
Siegerehrung der Dortmunder Schachtage 2006

Im August 2006 gelang ihm ein geteilter erster Platz mit Pjotr Swidler bei den Dortmunder Schachtagen.

### Wiedervereinigung der konkurrierenden Titel 2006
Vom 23. September bis zum 13. Oktober 2006 kam es in Elista, Kalmückien, schließlich doch zum Wettkampf gegen den FIDE-Weltmeister Wesselin Topalow um die Schachweltmeisterschaft. Dieser auf zwölf Partien angesetzte, von der Schachwelt lange ersehnte und freudig begrüßte Wettkampf, bedeutete die Wiedervereinigung der konkurrierenden Titel. Nach einer 2:0-Führung für Kramnik nach den beiden ersten Partien und zwei folgenden Remispartien löste Topalows Manager Silvio Danailow durch einen Protest, der Kramnik indirekt der Manipulation durch Softwareunterstützung bezichtigte, einen Eklat aus. Kramnik beantwortete diesen durch Nichtantritt zur fünften Partie. Als skandalös wurde von Seiten der Kramnik-Delegation die Aushändigung von Videomaterial an das Topalow-Team durch das Berufungskomitee bezeichnet, aus welchem die Topalow-Delegation einen übermäßigen Toilettenaufenthalt Kramniks in seinem Ruheraum während der dritten Partie erkannt haben wollte. Erst eine Intervention des FIDE-Präsidenten Kirsan Iljumschinow und der von ihm eingeleitete Rücktritt des Berufungskomitees, das die Wertung der kampflosen Partie zu verantworten hatte, ermöglichten eine Wiederaufnahme der Verhandlungen der zerstrittenen Seiten. Kramnik behielt sich rechtliche Schritte vor und spielte nach formaler Anerkennung der kampflosen Niederlage nur unter Protest den Wettkampf zu Ende. Nach der letzten regulären Partie am 12. Oktober stand es 6:6, so dass gemäß dem vereinbarten Reglement vier Schnellschachpartien als Tie-Break angesetzt wurden. Nach vier hochdramatischen Partien mit wechselnden Zwischenständen konnte sich Kramnik mit 2,5:1,5 im Schnellschach durchsetzen und hob mit seinem Weltmeisterschaftssieg die seit 1993 bestehende Spaltung in der Schachwelt auf. Es gibt seitdem wieder nur einen Weltmeister.

### World Chess Challenge 2006
|   | a | b | c | d | e | f | g | h |   |
| 8 |   |   |   |   |   |   |   |   | 8 |
| 7 |   |   |   |   |   |   |   |   | 7 |
| 6 |   |   |   |   |   |   |   |   | 6 |
| 5 |   |   |   |   |   |   |   |   | 5 |
| 4 |   |   |   |   |   |   |   |   | 4 |
| 3 |   |   |   |   |   |   |   |   | 3 |
| 2 |   |   |   |   |   |   |   |   | 2 |
| 1 |   |   |   |   |   |   |   |   | 1 |
|   | a | b | c | d | e | f | g | h |   |

Stellung nach Kramniks Fehlzug 34. … Da7–e3??, worauf das Computerprogramm mit 35. De4–h7 matt setzte.
Vom 25. November bis 5. Dezember 2006 spielte Kramnik sechs Partien gegen das Schachprogramm Deep Fritz in der Kunst- und Ausstellungshalle der Bundesrepublik Deutschland in Bonn.
Kramnik erhielt ein Startgeld von 500.000 US-Dollar und bekam weitere 500.000 US-Dollar im Falle eines Sieges in Aussicht. Es wurde, ebenso wie beim Wettkampf 2002 in Bahrain, vereinbart, dass Kramnik im Vorfeld das Programm erhielt, um sich mit dessen Spielweise vertraut zu machen; außerdem konnte Kramnik während der Partien Einblick in die Eröffnungsbibliothek von Deep Fritz nehmen. Das Programm lief auf einem System mit zwei Intel-Core-2-Prozessoren mit je zwei Prozessorkernen und berechnete acht bis zehn Millionen Stellungen pro Sekunde. Der Vergleich endete schließlich 4:2 für Deep Fritz. Nach Garri Kasparow, der 1997 Deep Blue unterlag, ist Kramnik der zweite Schachweltmeister, der gegen einen Schachcomputer in einem Wettkampf auf mehrere Partien unter Turnierbedingungen verlor.
In der zweiten Partie übersah Kramnik, dass sein Gegner mit einem Matt in einem Zug drohte und verlor die Partie. Dieser Fehler wurde von Zsuzsa Polgár als „blunder of the century“ (Patzer des Jahrhunderts) kommentiert.

### Verlust des Weltmeistertitels und Revanchekampf
2007 schaffte es Kramnik nicht, seinen Titel in der ausnahmsweise noch einmal als Rundenturnier ausgetragenen Weltmeisterschaft in Mexiko zu verteidigen. Er musste ihn an den Weltranglistenersten und souverän spielenden Viswanathan Anand abtreten, der keine Niederlage erlitt und damit 15. Schachweltmeister in der Kontinuität seit Wilhelm Steinitz wurde. Auch im darauf folgenden Jahr gelang es Kramnik bei der Schachweltmeisterschaft 2008 in Bonn nicht, seinen Titel gegen Anand zurückzuholen.

### Aktuelle Karriere

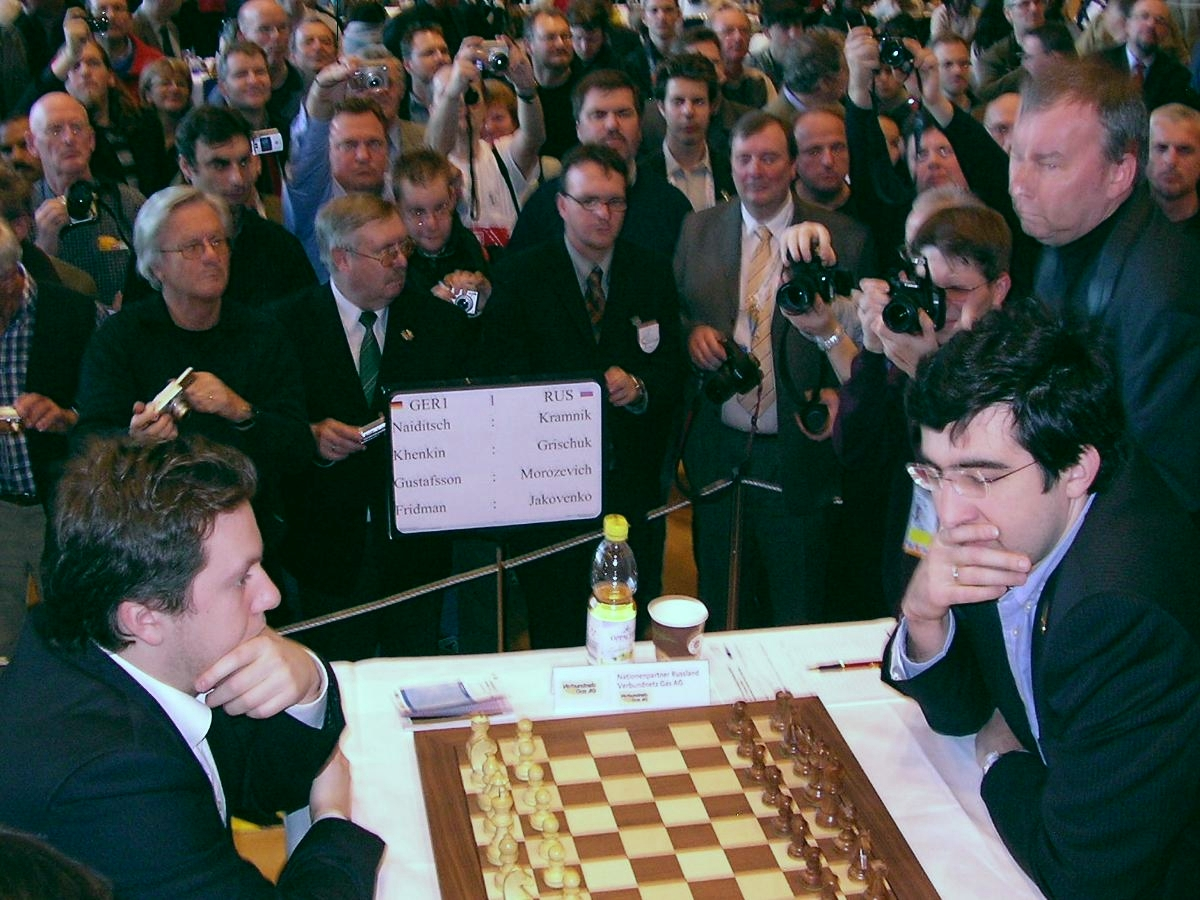
Arkadij Naiditsch – Wladimir Kramnik, umringt von Photographen, Schacholympiade 2008 in Dresden

Das Jahr 2009 brachte Kramnik bis Dezember ausschließlich Turniersiege: Er gewann sowohl die Dortmunder Schachtage als auch das Tal Memorial in Moskau, daneben in Zürich ein stark besetztes Jubiläumsschnellturnier vor Topalow und Anand. In den drei genannten Turnieren wurde Kramnik jeweils alleiniger Turniersieger. Erst bei seinem letzten Turnier im Dezember 2009 gelangte Kramnik nicht auf den ersten Platz: beim Weltklasseturnier in London wurde er Zweiter hinter dem neuen Weltranglistenersten Magnus Carlsen.
Im Januar 2010 teilte Kramnik mit Alexei Schirow den zweiten Platz beim Traditionsturnier in Wijk aan Zee, erneut hinter dem Norweger Carlsen. Den President’s Cup in Baku, ein starkes Schnellschachturnier, gewann er dank besserer Feinwertung. Im Oktober 2010 gewann er das Masters Final in Bilbao mit 4 Punkten aus sechs Partien, vor Weltmeister Anand und dem Weltranglistenersten Carlsen. Beim Kandidatenturnier 2011 in Kasan setzte sich Kramnik in der ersten Runde nach Tie-Break gegen Teymur Rəcəbov durch, scheiterte aber in der zweiten Runde, ebenfalls nach Tie-Break, an Alexander Grischtschuk. Im Juli 2011 gelang es ihm, die Dortmunder Schachtage mit 7 Punkten aus zehn Partien zum insgesamt 10. Mal zu gewinnen. Außerdem gewann er im Dezember 2011 die London Chess Classic mit 6 Punkten aus acht Partien vor Hikaru Nakamura und Magnus Carlsen.
2013 wurde er aufgrund der geringeren Zahl der Siege Zweiter im Kandidatenturnier in London nach dem punktgleichen Magnus Carlsen. Den Schach-Weltpokal 2013 gewann Kramnik im Finale gegen Dmitri Andreikin.
2014 wurde er beim Kandidatenturnier in Chanty-Mansijsk Dritter mit 7 aus 14 Punkten (+3 =8 −3).

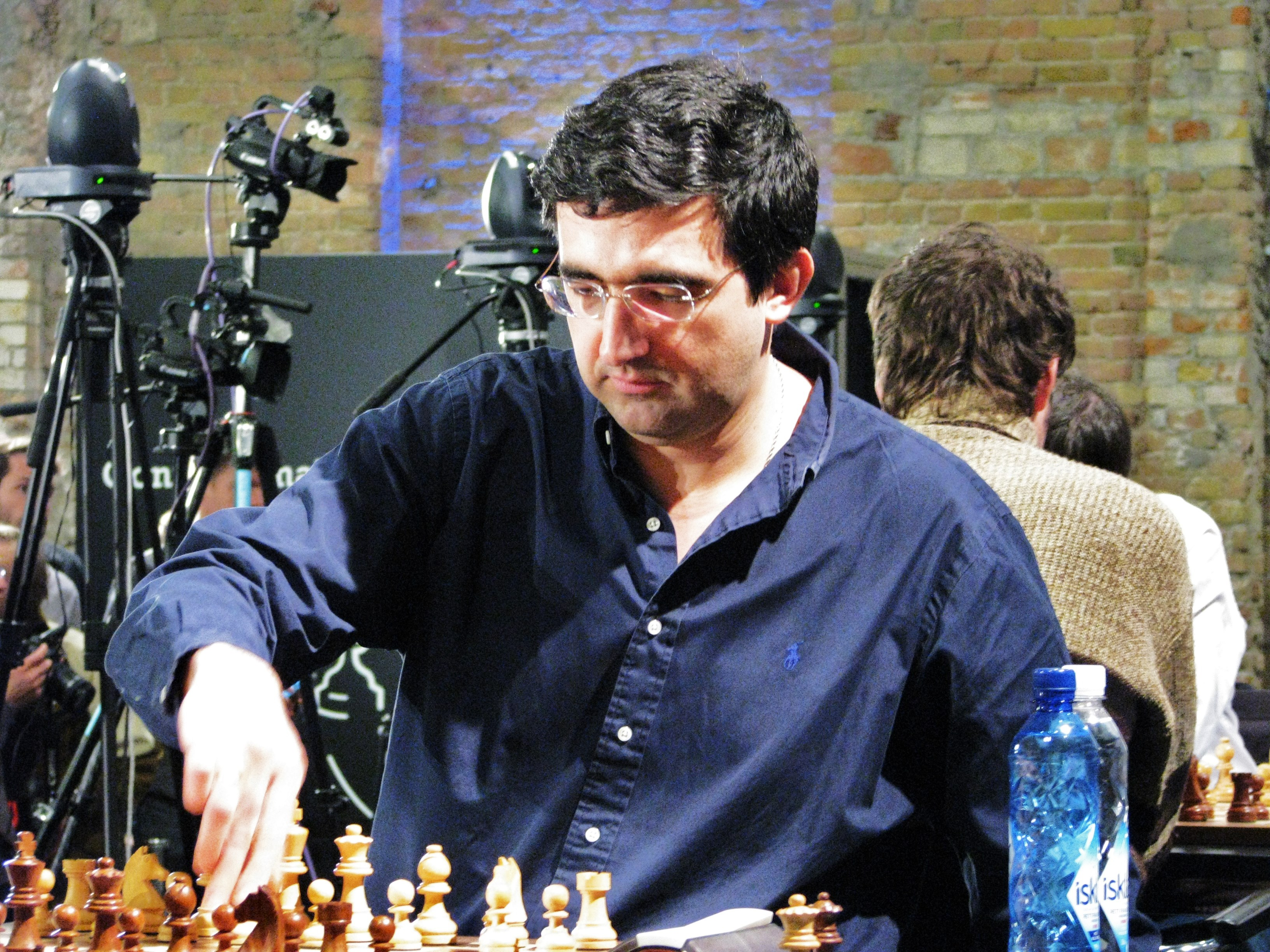
Kramnik in der 18. WM-Blitzrunde 2015
(siegreich gegen Lewon Aronjan)

Bei den Schnell- und Blitzschachweltmeisterschaften 2015 in Berlin war Kramnik in beiden Wettbewerben vorn dabei. Die Schnellschach-WM beendete er ungeschlagen bei fünf Siegpartien auf dem 6. Platz. In der Blitzschach-WM erholte er sich ebenso wie der spätere Weltmeister Grischtschuk nach zwei in der 4. und 5. Runde erlittenen frühen Niederlagen und verlor danach keine weitere Partie mehr. Mit 15 Punkten aus 21 Runden lag er gleichauf mit dem Silbermedaillengewinner Vachier-Lagrave, der 12 gewonnene Partien zu verzeichnen hatte. Kramnik verblieb nach 11 Siegpartien die Bronzemedaille.
2018 nahm er nochmals einen Anlauf auf den Weltmeistertitel. Beim Kandidatenturnier Berlin 2018, für das er eine Wildcard erhielt, kam er mit 6,5 Punkten aus 14 Partien nur auf den 5. Platz, wobei ihm jedoch gegen Lewon Aronjan in der 3. Runde ein viel beachteter Sieg in einer Glanzpartie gelang.
In den letzten Jahren erlangte Kramnik insbesondere dadurch Bekanntheit, dass er verschiedensten Spielern – sowohl am Brett als auch online – Betrug vorwarf.
Dabei stützt Kramnik sich häufig auf seine Intuition anstelle von beweisbaren Fakten. So beschuldigte er unter anderem den bekannten amerikanischen Großmeister und Streamer Hikaru Nakamura des Betruges und führte dabei Siegesserien in Blitzschachpartien auf der bekannten Schachplattform Chess.com an, welche aus seiner Sicht unwahrscheinlich und daher verdächtig waren. Jedoch konnten einige namhafte Statistiker kurze Zeit später aufzeigen, dass Nakamuras Siegesserien nicht nur nicht ungewöhnlich, sondern aufgrund der extrem hohen Anzahl gespielter Partien des Amerikaners sogar äußerst wahrscheinlich sind. Zudem gelangen Nakamura diese Serien hauptsächlich gegen wenige verschiedene Spieler, die zudem noch über eine weit niedrigere Spielstärke verfügten. Die Statistiker warfen Kramnik zudem vor, öffentliche Anschuldigungen zu erheben trotz offensichtlich geringem Verständnis für Statistik, sowie mit mathematischen Begriffen um sich zu werfen, ohne diese überhaupt wirklich zu verstehen.
| Hier fehlt eine Grafik, die leider im Moment aus technischen Gründen nicht angezeigt werden kann. Wir arbeiten daran! |

Nach Abschluss des Tata-Steel-Schachturniers 2019, bei dem er mit 4,5 Punkten aus 13 Partien den geteilten letzten Platz belegte, verkündete Kramnik am 29. Januar 2019 das Ende seiner Karriere als professioneller Spieler.
Im Jahr 2020 arbeitete Kramnik mit der Firma Deep Mind zusammen, um verschiedene Schachvarianten zu erforschen. Nach Kramniks Ansicht hat das konventionelle Schach an Reiz verloren, weil mittlerweile viele Eröffnungsvarianten mithilfe sehr spielstarker Schachprogramme analysiert sind und Spieler diese nur noch reproduzieren, anstatt auf eigene Kreativität angewiesen zu sein. Es wurden neun Regeländerungen daraufhin untersucht, ob sie zu aus menschlicher Sicht interessanten Spielverläufen führen. Die von Kramnik präferierte Änderung ist, die Rochade nicht mehr zuzulassen. Im Rahmen der Dortmunder Schachtage 2021 spielte Kramnik einen vierrundigen Wettkampf gegen Viswanathan Anand mit dieser Variante, der von Anand mit 2,5:1,5 gewonnen wurde.

### Privatleben
Kramnik ist mit einer Französin verheiratet. Das Paar hat eine Tochter (* 2008) und einen Sohn (* 2013) und lebte in Paris. Im Jahr 2014 zog die Familie nach Genf.

## Stil

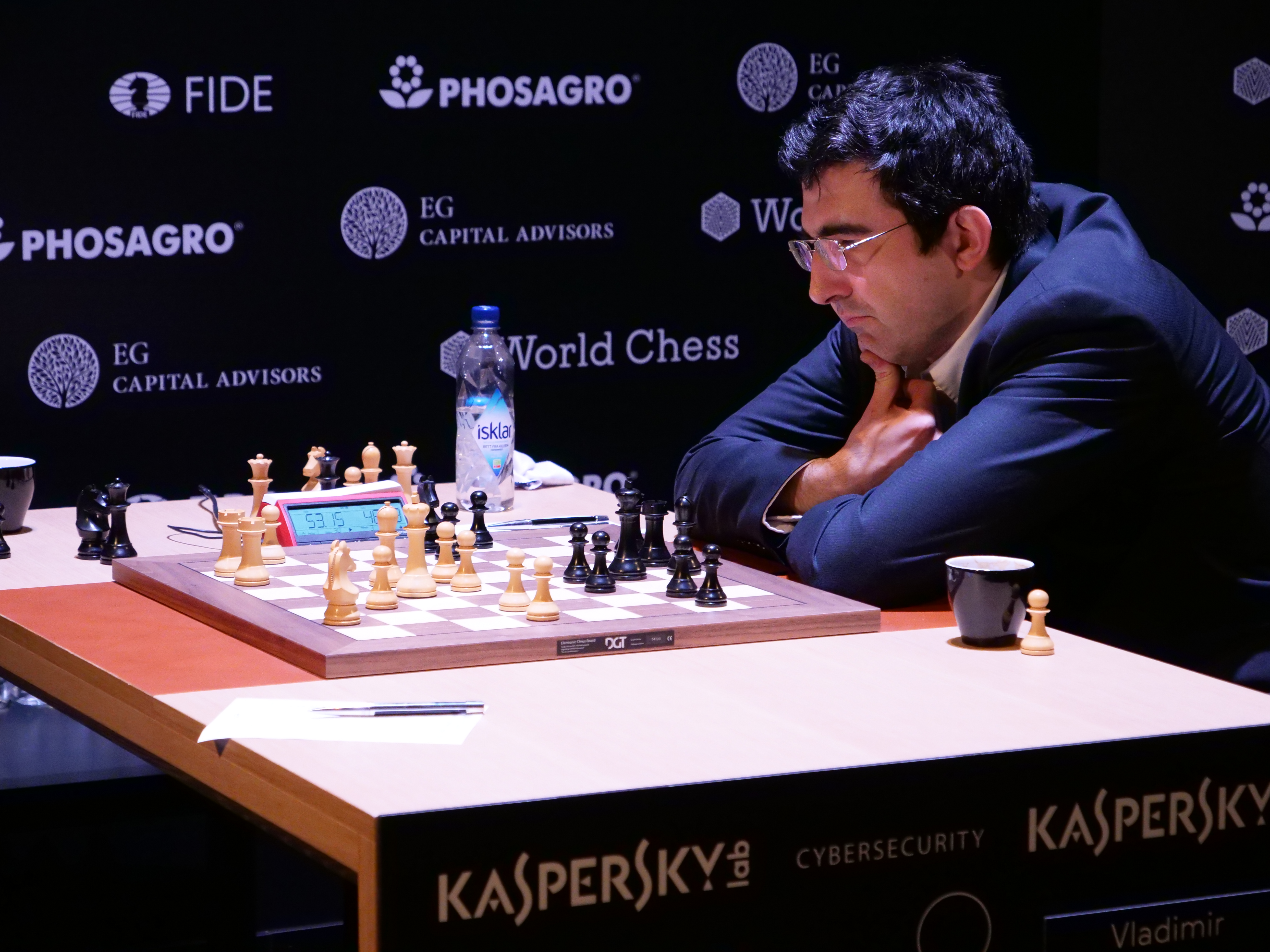
Kandidatenturnier Berlin 2018 (6. Runde)

Kramniks Stil ist geprägt von Einflüssen des pragmatischen Stils von Anatoli Karpow (in seiner Autobiografie gibt er Karpows Partiensammlung als ersten prägenden Eindruck an; Großmeister Jacob Aagaard sieht in Kramniks Spielweise einen „Ausbau von Karpows Stil“) und der in Botwinniks Schachschule vor allem von Garri Kasparow vermittelten tiefgehenden und umfassenden theoretischen Eröffnungs- und Mittelspielvorbereitung. Seine Partien sind meist äußerst sicher angelegt und seine Turnierergebnisse ungewöhnlich arm an Niederlagen. Der englische Großmeister Neil McDonald schreibt, Kramniks Stil sei gekennzeichnet durch „ein Streben nach einem subtilen Positionsangriff, welcher die gegnerische Bauernstruktur unablässig unter Druck setzt. Nichts Ernstes scheint zu passieren, doch unerwartet gibt die Verteidigung nach, wonach häufig die Bildung eines Freibauern möglich ist, welcher sich im Endspiel als entscheidend erweist. Die Anzahl der Siege, die Kramnik aus ausgeglichen erscheinenden Stellungen herauszupressen verstand, ist außergewöhnlich (…).“ Nach seinem WM-Gewinn wurde ihm vorgeworfen, er remisiere zu viele Partien. Mit Weiß bevorzugt er geschlossene Eröffnungen, mit Schwarz antwortet er gegen 1. e4 vorwiegend 1. … e5. Er gilt als einer der führenden Experten der russischen und der Berliner Verteidigung sowie der Katalanischen Eröffnung mit Weiß. In jüngerer Vergangenheit hat Kramnik allerdings seine Partien deutlich schärfer angelegt und ist taktischen Verwicklungen nicht abgeneigt.

## Partiebeispiel
|   | a | b | c | d | e | f | g | h |   |
| 8 |   |   |   |   |   |   |   |   | 8 |
| 7 |   |   |   |   |   |   |   |   | 7 |
| 6 |   |   |   |   |   |   |   |   | 6 |
| 5 |   |   |   |   |   |   |   |   | 5 |
| 4 |   |   |   |   |   |   |   |   | 4 |
| 3 |   |   |   |   |   |   |   |   | 3 |
| 2 |   |   |   |   |   |   |   |   | 2 |
| 1 |   |   |   |   |   |   |   |   | 1 |
|   | a | b | c | d | e | f | g | h |   |

In der folgenden Partie gewann Kramnik mit den weißen Steinen gegen den Engländer John Nunn bei der Schacholympiade 1992 in Manila.
Wladimir Kramnik – John Nunn 1:0
Manila, 24. Juni 1992
Königsindische Verteidigung (Sämisch-System), E81
1. d4 Sf6 2. c4 g6 3. Sc3 Lg7 4. e4 d6 5. f3 0–0 6. Le3 c5 7. dxc5 dxc5 8. Dxd8 Txd8 9. Lxc5 Sc6 10. La3 a5 11. Td1 Le6 12. Sd5 Lxd5 13. cxd5 Sb4 14. Lb5 Sc2+ 15. Kf2 Sxa3 16. bxa3 e6 17. d6 e5 18. Se2 Lf8 19. d7 Lxa3 20. g4 h6 21. h4 a4 22. Td3 Lb2 23. g5 hxg5 24. hxg5 Sh7 25. f4 Ta5 26. Td5 f6 27. Txh7 Kxh7 28. gxf6 exf4 29. e5 Kh6 30. Sxf4 Lxe5 31. Txe5 Txd7 32. Lxd7 Txe5 33. f7 1:0

## Größte Erfolge
- Schachweltmeister: 2000, 2004, 2006
- U18-Weltmeister: 1991
  - 2. Platz 1990
- Jugendweltmeisterschaft 1989
  - 2. Platz U14
- Olympiasieger im Schach: 1992, 1994, 1996 mit Russland
- Sieger der Dortmunder Schachtage: 1995, 1996, 1997, 1998, 2000, 2001, 2006, 2007, 2009, 2011
- Sieger des Linares Schachturniers: 2000, 2003, 2004
- Sieger des London Chess Classic: 2011
- Sieger des Tal-Memorials: 2007, 2009
- Sieger des Schach-Weltpokals 2013

## Liste der Turnierergebnisse (ohne Schnellschach)
| Turnier                                                                    | Ort                      | Ergebnis/Punktezahl | Rang |
| 1989                                                                       | 1989                     | 1989                | 1989 |
| -------------------------------------------------------------------------- | ------------------------ | ------------------- | --- |
| U14-Weltmeisterschaft                                                      | Aguadilla (Puerto Rico)  | 8,5/11              | 2. Platz |
| Qualifikationsturnier zum GMA-Open                                         | Belgorod                 | 6/9 (+3 =6 −0)      | 1.–8. Platz |
| GMA-Open                                                                   | Moskau                   | 4,5/9 (+2 =5 −2)    | 64. Platz |
| Internationales Meisterturnier (B-Turnier)                                 | Sotschi                  | 6/11 (+2 =8 −1)     | 4.–5. Platz |
| 1990                                                                       |                          |                     | |
| RSFSR-Meisterschaft                                                        | Kuibyschew               | 9,5/15 (+4 =11 −0)  | 1.–4. Platz |
| Qualifikationsturnier zur U18-Weltmeisterschaft                            | Sotschi                  | 6/8 (+4 =4 −0)      | 1. Platz |
| U18-Weltmeisterschaft                                                      | Singapur                 | 8/11 (+5 =6 −0)     | 2. Platz |
| 1990/1991                                                                  |                          |                     | |
| U20-Europameisterschaft                                                    | Arnheim                  | 7/11 (+5 =4 −2)     | 3.–7. Platz |
| 1991                                                                       |                          |                     | |
| Stichkampfturnier zur RSFSR-Meisterschaft                                  | Rybinsk                  | 3/6 (+1 =4 −1)      | 2.–3. Platz |
| Turnier junger sowjetischer Meister                                        | Cherson                  | 8/13 (+5 =6 −2)     | 1.–3. Platz |
| Open                                                                       | Gdynia                   | 8,5/11              | 2. Platz |
| U18-Weltmeisterschaft                                                      | Guarapuava (Brasilien)   | 9/11 (+7 =4 −0)     | 1. Platz |
| Studenten-Mannschaftsweltmeisterschaft                                     | Maringá (Brasilien)      | 5/5 (+5 =0 −0)      | am 1. und 2. Brett für die UdSSR |
| Open                                                                       | São Paulo                | ?/11                | ? |
| Jugend-Mannschaftsturnier UdSSR-Jugoslawien                                | Leningrad                | 6/8 (+5 =2 −1)      | für die UdSSR |
| 58. UdSSR-Meisterschaft                                                    | Moskau                   | 6/11 (+2 =8 −1)     | 16. Platz |
| Open                                                                       | Groningen                | 6,5/9 (+4 =5 −0)    | 8. Platz |
| 1992                                                                       |                          |                     | |
| Open Troll Masters                                                         | Gausdal                  | 6,5/9 (+4 =5 −0)    | 1. Platz |
| Young Masters                                                              | Oakham                   | 6,5/9 (+4 =5 −0)    | 4. Platz |
| Open                                                                       | Dortmund                 | 8,5/11 (+6 =5 −0)   | 1.–3. Platz (gemeinsam mit Smbat Lputjan und Surab Asmaiparaschwili) |
| 30. Schacholympiade                                                        | Manila                   | 8,5/9 (+8 =1 −0)    | 1. Reserve-Brett für Russland |
| Internationales Turnier                                                    | Chalkidiki               | 7,5/11 (+4 =7 −0)   | 1. Platz |
| Open, Aljechin-Gedenkturnier                                               | Moskau                   | 5,5/9(+3 =5 −1)     | 9. Platz |
| Mannschafts-Europameisterschaft                                            | Debrecen                 | 6/7 (+5 =2 −0)      | 3. Brett für Russland |
| 1992/1993                                                                  |                          |                     | |
| Internationales Turnier                                                    | Pamplona                 | 4,5/9 (+1 =7 −1)    | 3.–7. Platz |
| Schachbundesliga 1992/93                                                   | Deutschland              | 5,5/8 (+3 =5 −0)    | 1. Brett für den SV Empor Berlin |
| 1993                                                                       |                          |                     | |
| Österreichische Mannschaftsmeisterschaft (Staatsliga)                      | Salzburg                 | 2,5/3 (+2 =1 −0)    | 1. Brett für Inter Schweppes Salzburg |
| Internationales Turnier                                                    | Linares                  | 7,5/13 (+4 =7 −2)   | 5. Platz |
| Wettkampf mit Joël Lautier                                                 | Cannes                   | 4,5/6 (+4 =1 −1)    | Kramnik gewinnt 4,5:1,5 |
| Französische Mannschaftsmeisterschaft                                      | Auxerre                  | 3/3 (+2 =0 −0)      | 1. Brett |
| Internationales Turnier                                                    | Dortmund                 | 4/7 (+1 =6 −0)      | 2.–3. Platz (geteilt mit Christopher Lutz) |
| Internationales Turnier                                                    | Amsterdam                | 3,5/6 (+2 =3 −1)    | 1.–3. Platz |
| Internationales Turnier                                                    | Madrid                   | 6,5/9 (+4 =5 −0)    | 1.–3. Platz |
| Interzonenturnier                                                          | Biel                     | 6,5/13 (+6 =5 −2)   | 2.–9. Platz |
| Mannschaftsweltmeisterschaft                                               | Luzern                   | 3/7 (+1 =4 −2)      | 1. Brett für Russland |
| Wettkampf mit Miguel Illescas Córdoba                                      | Alcobendas               | 4,5/6 (+3 =3 −0)    | Kramnik gewinnt 4,5:1,5 |
| Internationales Turnier                                                    | Belgrad                  | 6/9 (+3 =6 −0)      | 2. Platz |
| PCA-Qualifikationsturnier                                                  | Groningen                | 7/11 (+4 =6 −1)     | 3.–7. Platz |
| 1993/1994                                                                  |                          |                     | |
| Schachbundesliga 1993/94                                                   | Deutschland              | 8/10 (+6 =4 −0)     | 1. Brett für den SV Empor Berlin |
| 1994                                                                       |                          |                     | |
| FIDE-Kandidatenwettkampf gegen Leonid Judassin                             | Wijk aan Zee             | 4,5/7 (+2 =5 −0)    | Kramnik gewinnt 4,5:2,5 |
| Internationales Turnier                                                    | Linares                  | 7/13 (+4 =6 −3)     | 5.–6. Platz (geteilt mit Joël Lautier) |
| PCA-Kandidatenwettkampf gegen Gata Kamsky                                  | New York City            | 1,5/6 (+0 =3 −3)    | Kramnik verliert 1,5:4,5 |
| FIDE-Kandidatenwettkampf gegen Boris Gelfand                               | Sanghi Nagar (Indien)    | 3,5/8 (+1 =5 −2)    | Kramnik verliert 3,5:4,5 |
| Internationales Turnier                                                    | Nowgorod                 | 5/10 (+3 =4 −3)     | 3. Platz |
| 31. Schacholympiade                                                        | Moskau                   | 8/11 (+5 =6 −0)     | 2. Brett für Russland |
| 1994/1995                                                                  |                          |                     | |
| Schachbundesliga 1994/95                                                   | Deutschland              | 8,5/10 (+7 =3 −0)   | 1. Brett für den SV Empor Berlin |
| 1995                                                                       |                          |                     | |
| Internationales Michail-Tal-Memorial                                       | Riga                     | 6/10 (+2 =8 −0)     | 4.–5. Platz (geteilt mit Nigel Short) |
| Internationales Turnier                                                    | Nowgorod                 | 5/9 (+3 =4 −2)      | 6. Platz |
| Internationales Turnier                                                    | Dortmund                 | 7/9 (+5 =4 −0)      | 1. Platz |
| Europapokal für Vereinsmannschaften, Vorrunde                              | Clichy                   | 2/2 (+2 =0 −0)      | 1. Brett für den SV Empor Berlin |
| Internationales Turnier                                                    | Horgen                   | 7/10 (+4 =6 −0)     | 1.–2. Platz (geteilt mit Wassyl Iwantschuk) |
| Internationales Turnier                                                    | Belgrad                  | 8/11 (+6 =4 −1)     | 1.–2. Platz (geteilt mit Boris Gelfand) |
| Europapokal für Vereinsmannschaften, Endrunde                              | Ljubljana                | 1/2 (+0 =2 −0)      | 1. Brett für den SV Empor Berlin |
| 1995/1996                                                                  |                          |                     | |
| Schachbundesliga 1995/96                                                   | Deutschland              | 2,5/4 (+1 =3 −0)    | 1. Brett für den SV Empor Berlin |
| 1996                                                                       |                          |                     | |
| Internationales Turnier                                                    | Amsterdam                | 4,5/9 (+2 =5 −2)    | 5.–6. Platz (geteilt mit Joël Lautier) |
| Internationales Turnier                                                    | Dos Hermanas             | 6/9 (+3 =6 −0)      | 1.–2. Platz (geteilt mit Wesselin Topalow) |
| Internationales Turnier                                                    | Dortmund                 | 7/9 (+5 =4 −0)      | 1.–2. Platz (geteilt mit Viswanathan Anand) |
| Internationales Turnier                                                    | Nowgorod                 | 4,5/10 (+2 =5 −3)   | 4.–6. Platz (geteilt mit Boris Gelfand und Judit Polgár) |
| Internationales Turnier                                                    | Wien                     | 5/9 (+3 =4 −2)      | 4.–6. Platz (geteilt mit Péter Lékó und Judit Polgár) |
| Europapokal für Vereinsmannschaften, Vorrunde                              | Berlin                   | 3/3 (+3 =0 −0)      | 1. Brett für den SV Empor Berlin |
| 32. Schacholympiade                                                        | Jerewan                  | 4,5/9 (+0 =9 −0)    | 2. Brett für Russland |
| Europapokal für Vereinsmannschaften, Endrunde                              | Budapest                 | 1,5/2 (+1 =1 −0)    | 1. Brett für den SV Empor Berlin |
| Internationales Turnier                                                    | Las Palmas               | 5/10 (+2 =6 −2)     | 3.–4. Platz (geteilt mit Wesselin Topalow) |
| 1997                                                                       |                          |                     | |
| Internationales Turnier                                                    | Linares                  | 7,5/11 (+5 =5 −1)   | 2. Platz |
| Internationales Turnier                                                    | Dos Hermanas             | 6/9 (+3 =6 −0)      | 1.–2. Platz (geteilt mit Viswanathan Anand) |
| Internationales Turnier                                                    | Nowgorod                 | 6/10 (+3 =6 −1)     | 2. Platz |
| Internationales Turnier                                                    | Dortmund                 | 6,5/9 (+4 =5 −0)    | 1. Platz |
| Internationales Turnier                                                    | Tilburg                  | 8/11 (+5, −0=, 6)   | 1.–3. Platz (geteilt mit Pjotr Swidler und Garri Kasparow) |
| Internationales Turnier                                                    | Belgrad                  | 5/9 (+2 =6 −1)      | 4.–6. Platz (geteilt mit Boris Gelfand und Joël Lautier) |
| Europapokal für Vereinsmannschaften, Endrunde                              | Kasan                    | 1,5/3 (+1 =1 −1)    | 1. Brett |
| 1998                                                                       |                          |                     | |
| Internationales Turnier                                                    | Wijk aan Zee             | 8,5/13 (+6 =5 −2)   | 1.–2. Platz (geteilt mit Viswanathan Anand) |
| Internationales Turnier                                                    | Linares                  | 6,5/12 (+2 =9 −1)   | 3.–4. Platz (geteilt mit Garri Kasparow) |
| Wettkampf zur WM-Herausforderung von Garri Kasparow gegen Alexei Schirow   | Cazorla                  | 3,5/9 (+0 =7 −2)    | Kramnik verliert 3,5–5,5 |
| Internationales Turnier                                                    | Dortmund                 | 6/9 (+3 =6 −0)      | 1.–3. Platz (geteilt mit Michael Adams und Pjotr Swidler) |
| Internationales Turnier                                                    | Tilburg                  | 6/11 (+3 =6 −2)     | 3.–5. Platz (geteilt mit Wadim Swjaginzew und Matthew Sadler) |
| Europapokal für Vereinsmannschaften, Endrunde                              | Belgrad                  | 1/3 (+0 =2 −1)      | 1. Brett |
| 1999                                                                       |                          |                     | |
| Internationales Turnier                                                    | Wijk aan Zee             | 8/13 (+3 =10 −0)    | 3. Platz |
| Internationales Turnier                                                    | Linares                  | 8/14 (+2 =12 −0)    | 2.–3. Platz (geteilt mit Viswanathan Anand) |
| Internationales Turnier                                                    | Dos Hermanas             | 5,5/9 (+2 =7 −0)    | 2. Platz |
| Internationales Turnier                                                    | Dortmund                 | 4,5/7 (+2 =5 −0)    | 2. Platz |
| FIDE-K.O.-Weltmeisterschaft, 1. Runde gegen Sergey Tiviakov                | Las Vegas                | 1,5/2 (+1 =1 −0)    | Kramnik gelangt in die 2. Runde durch einen 1,5:0,5-Sieg |
| FIDE-K.O.-Weltmeisterschaft, 2. Runde gegen Viktor Kortschnoi              | Las Vegas                | 1,5/2 (+1 =1 −0)    | Kramnik gelangt in das Achtelfinale durch einen 1,5:0,5-Sieg |
| FIDE-K.O.-Weltmeisterschaft, Achtelfinale gegen Wesselin Topalow           | Las Vegas                | 1/2 (+0 =2 −0)      | Kramnik gelangt in das Viertelfinale durch einen Sieg (2:0) im Schnellschachstechen, der Wettkampf endete regulär 1:1 nach Turnierpartien.                                                           |
| FIDE-K.O.-Weltmeisterschaft, Viertelfinale gegen Michael Adams             | Las Vegas                | 1/2 (+0 =2 −0)      | Kramnik schied durch eine Niederlage (1:3) im Schnellschachstechen aus, der Wettkampf endete regulär 1:1 nach Turnierpartien.                                                                        |
| Europapokal für Vereinsmannschaften, Endrunde                              | Bugojno                  | 2/3 (+1 =2 −0)      | 1. Brett |
| 2000                                                                       |                          |                     | |
| Internationales Turnier                                                    | Wijk aan Zee             | 8/13 (+3 =10 −0)    | 2.–4. Platz (geteilt mit Péter Lékó und Viswanathan Anand) |
| Internationales Turnier                                                    | Linares                  | 6/10 (+2 =8 −0)     | 1.–2. Platz (geteilt mit Garri Kasparow) |
| Internationales Turnier                                                    | Dortmund                 | 6/9 (+4 =4 −1)      | 1.–2. Platz (geteilt mit Viswanathan Anand) |
| Weltmeisterschaftskampf gegen Garri Kasparow                               | London                   | 8,5/15 (+2 =13 −0)  | Kramnik gewinnt 8,5:6,5 und wird 14. klassischer Weltmeister |
| 2001                                                                       |                          |                     | |
| Internationales Turnier                                                    | Wijk aan Zee             | 8/13 (+4 =8 −1)     | 3.–4. Platz (geteilt mit Wassyl Iwantschuk) |
| Internationales Turnier                                                    | Astana                   | 6,5/10 (+4 =5 −1)   | 2. Platz |
| Internationales Turnier                                                    | Dortmund                 | 6,5/10 (+3 =7 −0)   | 1.–2. Platz (geteilt mit Wesselin Topalow) |
| Wettkampf gegen Garri Kasparow, als Michail-Botwinnik-Memorial ausgetragen | Moskau                   | 2/4 (+0 =4 −0)      | Der Wettkampf endete regulär 2:2 nach Turnierpartien, anschließend wurde ein Schnellschachwettkampf gespielt (3:3), danach ein Blitzwettkampf (3,5:6,5)                                              |
| 2002                                                                       |                          |                     | |
| Französische Mannschaftsmeisterschaft                                      | Drancy und Paris         | 2/3 (+1 =2 −0)      | 1. Brett für NAO Chess Club Paris |
| Wettkampf gegen Deep Fritz                                                 | Manama (Bahrain)         | 4/8 (+2 =4 −2)      | 4-4 unentschieden |
| 2003                                                                       |                          |                     | |
| Internationales Turnier                                                    | Wijk aan Zee             | 7/13 (+4 =6 −3)     | 4.–8. Platz |
| Französische Mannschaftsmeisterschaft                                      | Drancy und Bordeaux      | 2/3 (+1 =2 −0)      | 1. Brett für NAO Chess Club Paris |
| Internationales Turnier                                                    | Linares                  | 7/12 (+2 =10 −0)    | 1.–2. Platz (geteilt mit Péter Lékó) |
| Internationales Turnier                                                    | Dortmund                 | 5,5/10 (+1 =9 −0)   | 2.–3. Platz (geteilt mit Viswanathan Anand) |
| 2004                                                                       |                          |                     | |
| Internationales Turnier                                                    | Wijk aan Zee             | 6,5/13 (+3 =7 −3)   | 6.–8. Platz |
| Internationales Turnier                                                    | Linares                  | 7/12 (+2 =10 −0)    | 1. Platz |
| Französische Mannschaftsmeisterschaft                                      | Belfort und Paris        | 3/4 (+2 =2 −0)      | 1. Brett für NAO Chess Club Paris |
| Internationales Turnier, Vorrundengruppe                                   | Dortmund                 | 3/6 (+0 =6 −0)      | 1.–4. Platz (1. Platz im Schnellschachstechen und Qualifikation für Finalrunden) |
| Internationales Turnier, Endrundenspiele                                   | Dortmund                 | 2/4 (+0 =4 −0)      | 2. Platz (Schnellschachstechen [Sieg über Pjotr Swidler (2,5:1,5) im Halbfinale, Niederlage im Finale (0,5:1,5) gegen Viswanathan Anand]. Beide Wettkämpfe endeten regulär 1:1 nach Turnierpartien.) |
| Weltmeisterschaftskampf gegen Péter Lékó                                   | Brissago                 | 7/14 (+2 =10 −2)    | 7:7 unentschieden, gemäß Reglement bleibt Kramnik Weltmeister |
| 2005                                                                       |                          |                     | |
| Internationales Turnier                                                    | Wijk aan Zee             | 7/13 (+2 =10 −1)    | 4.–7. Platz |
| Französische Mannschaftsmeisterschaft                                      | Port Barcarès            | 1,5/2 (+1 =1 −0)    | 1. Brett für NAO Chess Club Paris |
| Internationales Turnier                                                    | Sofia                    | 4/10 (+2 =4 −4)     | 5.–6. Platz (geteilt mit Michael Adams) |
| Internationales Turnier                                                    | Dortmund                 | 4,5/9 (+2 =5 −2)    | 6.–7. Platz (geteilt mit Michael Adams) |
| Europapokal für Vereinsmannschaften                                        | Saint-Vincent (Aostatal) | 2,5/4 (+1 =3 −0)    | 1. Brett für NAO Chess Club Paris |
| Russische Meisterschaft                                                    | Moskau                   | 5,5/11 (+2 =7 −2)   | 7. Platz |
| 2006                                                                       |                          |                     | |
| 37. Schacholympiade                                                        | Turin                    | 6,5/9 (+4 =5 −0)    | 1. Brett für Russland |
| Internationales Turnier                                                    | Dortmund                 | 4,5/7 (+2 =5 −0)    | 1.–2. Platz (geteilt mit Pjotr Swidler) |
| Weltmeisterschaftskampf gegen Wesselin Topalow                             | Elista                   | 6/11 (+3 =6 −2)     | 6-6 unentschieden, dabei ein kampfloser Gewinn für Topalow, dann 2,5:1,5 im Schnellschach-Tie-Break für Kramnik, Kramnik also Weltmeister                                                            |
| Wettkampf gegen Deep Fritz                                                 | Bonn                     | 2/6 (+0 =4 −2)      | Niederlagen in der zweiten und sechsten Partie |
| 2007                                                                       |                          |                     | |
| Internationales Turnier                                                    | Wijk aan Zee             | 8/13 (+3 =8 −0)     | 4. Platz |
| Niederländische Mannschaftsmeisterschaft                                   | Groningen                | 0,5/1 (+0 =1 −0)    | 1. Brett für Share Dimension Groningen |
| Internationales Turnier                                                    | Dortmund                 | 5/7 (+3 =4 −0)      | 1. Platz |
| Weltmeisterschaftsturnier                                                  | Mexiko-Stadt             | 8/14 (+3 =10 −1)    | 2. Platz hinter Anand, damit Verlust des Weltmeistertitels |
| Tal Memorial                                                               | Moskau                   | 6,5/9 (+4 =5 −0)    | 1. Platz |
| 2008                                                                       |                          |                     | |
| Internationales Turnier                                                    | Wijk aan Zee             | 6,5/13 (+2 =9 −2)   | 7.–8. Platz (geteilt mit Michael Adams) |
| Internationales Turnier                                                    | Dortmund                 | 3/7 (+1 =4 −2)      | 7. Platz |
| Tal Memorial                                                               | Moskau                   | 5/9 (+2 =6 −1)      | 2.–5. Platz (geteilt mit Alexander Morosewitsch, Boris Gelfand und Ruslan Ponomarjow) |
| Weltmeisterschaftskampf gegen Viswanathan Anand                            | Bonn                     | 4,5/11 (+1 =7 −3)   | Anand gewinnt 6,5:4,5 und verteidigt seinen Weltmeistertitel |
| 38. Schacholympiade                                                        | Dresden                  | 5/9 (+1 =8 −0)      | 1. Brett für Russland |
| 2009                                                                       |                          |                     | |
| Internationales Turnier                                                    | Dortmund                 | 6,5/10 (+3 =7 −0)   | 1. Platz |
| Tal Memorial                                                               | Moskau                   | 6/9 (+3 =6 −0)      | 1. Platz |
| Internationales Turnier                                                    | London                   | 4,5/7 (+3 =3 −1)    | 2. Platz |
| 2010                                                                       |                          |                     | |
| Internationales Turnier                                                    | Wijk aan Zee             | 8/13 (+4 =8 −1)     | 2.–3. Platz (geteilt mit Alexei Schirow) |
| Internationales Turnier                                                    | Dortmund                 | 5/10 (+2, – 2, =6)  | 3.–4. Platz |
| Grand Slam Finale                                                          | Bilbao                   | 4/6 (+2 =4 −0)      | 1. Platz |
| 2011                                                                       |                          |                     | |
| Internationales Turnier                                                    | Wijk aan Zee             | 7,5/13 (+3 =9 −1)   | 5.–6. Platz (geteilt mit Maxime Vachier-Lagrave) |
| Internationales Turnier                                                    | Dortmund                 | 7/10 (+5 =4 −1)     | 1. Platz |
| Internationales Turnier                                                    | London                   | 6/8 (+4 =4 −0)      | 1. Platz |
| 2013                                                                       |                          |                     | |
| Kandidatenturnier London 2013                                              | London                   | 8,5/14 (+4 =9 −1)   | 2. Platz |
| Tal Memorial                                                               | Moskau                   | 3/9 (+0 =6 −3)      | 10. Platz |
| Internationales Turnier                                                    | Dortmund                 | 6,5/9 (+5 =3 −1)    | 2. Platz |
| Schach-Weltpokal                                                           | Tromsø                   | 13,5/20 (+7 =13 −0) | 1. Platz |